# Путао
Путао (англ. Puta-O) — місто у Північній М'янмі, адміністративний центр однойменного округу у штаті Качин.

## Географія
Розташований на півночі штату, лежить на південно-східних схилах Гімалаїв.

### Клімат
Місто знаходиться у зоні, котра характеризується вологим субтропічним кліматом. Найтепліший місяць — липень із середньою температурою 24.4 °C (76 °F). Найхолодніший місяць — січень, із середньою температурою 11.1 °С (52 °F).
| Клімат Путао            | Клімат Путао | Клімат Путао | Клімат Путао | Клімат Путао | Клімат Путао | Клімат Путао | Клімат Путао | Клімат Путао | Клімат Путао | Клімат Путао | Клімат Путао | Клімат Путао | Клімат Путао |
| Показник                | Січ.         | Лют.         | Бер.         | Квіт.        | Трав.        | Черв.        | Лип.         | Серп.        | Вер.         | Жовт.        | Лист.        | Груд.        | Рік          |
| Абсолютний максимум, °C | 22           | 23           | 32           | 32           | 33           | 33           | 33           | 32           | 32           | 32           | 26           | 23           | 33           |
| Середній максимум, °C   | 15           | 17           | 20           | 23           | 25           | 26           | 26           | 27           | 26           | 23           | 19           | 16           | 22           |
| Середня температура, °C | 10           | 12           | 15           | 19           | 22           | 24           | 24           | 24           | 23           | 21           | 15           | 12           | 19           |
| Середній мінімум, °C    | 6            | 8            | 11           | 15           | 20           | 22           | 22           | 22           | 21           | 19           | 12           | 8            | 16           |
| Абсолютний мінімум, °C  | 2            | 3            | 3            | 8            | 16           | 20           | 17           | 18           | 13           | 13           | 7            | 2            | 2            |
| Норма опадів, мм        | 0            | 60           | 70           | 90           | 200          | 620          | 1010         | 840          | 460          | 100          | 20           | 0            | 3530         |
| Днів з дощем            | 0            | 6            | 5            | 10           | 10           | 24           | 26           | 25           | 16           | 12           | 1            | 0            | 140          |
| Вологість повітря, %    | 92           | 91           | 88           | 85           | 87           | 92           | 93           | 94           | 93           | 93           | 92           | 92           | 91           |
| ----------------------- | ------------ | ------------ | ------------ | ------------ | ------------ | ------------ | ------------ | ------------ | ------------ | ------------ | ------------ | ------------ | ------------ |
| Джерело: Weatherbase    |              |              |              |              |              |              |              |              |              |              |              |              |              |